# Embaixada da Alemanha em Lisboa
A Embaixada da Alemanha em Lisboa é a representação diplomática da Alemanha em Portugal. É também responsável pela representação em Cabo Verde.

## História
A Confederação da Alemanha do Norte e o Reich Alemão têm uma legação em Lisboa desde 1864. As relações diplomáticas foram interrompidas de 1916 a 1920. Tendo em conta a neutralidade de Portugal durante a Segunda Guerra Mundial, a missão diplomática manteve-se até 1945. A República Federal da Alemanha abriu uma legação em 10 de novembro de 1952, que foi convertida em embaixada em 16 de outubro de 1956.
Após o estabelecimento de relações diplomáticas em 16 de junho de 1974, a República Democrática da Alemanha abriu também uma embaixada em Lisboa, que foi encerrada com a adesão do país à República Federal da Alemanha em 1990.

## Localização e edifícios
A chancelaria da embaixada está situada no centro da capital portuguesa, Lisboa. O seu endereço é: Campo dos Mártires da Pátria 38, 1169-043 Lisboa.
A Embaixada partilha o Palácio Valmor com o Goethe-Institut. Trata-se de um antigo palácio da cidade do Século XVI. De 1914 a 1957, o edifício foi utilizado pela Faculdade de Direito da Universidade de Lisboa. Depois de ter sido devolvido e utilizado como missão diplomática alemã no estrangeiro, houve necessidade de mais espaço. A então Direção Federal de Edifícios mandou demolir a estrutura do edifício, preservando apenas a fachada classificada, atrás da qual foram construídas novas instalações para a chancelaria.
Os seguintes objectos foram trazidos como arte em arquitetura para a Chancelaria e o Goethe-Institut:
- Erich Reischke: Parede divisória
- Wilhelm Loth: Escultura em alumínio
- Inge Vahle: "Fehmarn", decoração de parede
- Claudio T. Spies: Fonte

A residência do embaixador situa-se no bairro de Belém.

## Missão e organização
A Embaixada da Alemanha em Lisboa tem por missão fomentar as relações luso-alemãs, representar os interesses alemães junto do Governo português e informar o Governo alemão sobre os desenvolvimentos em Portugal.
A Embaixada é responsável pelos assuntos políticos, económicos, culturais e educativos.
O Departamento Jurídico e de Assuntos Consulares da Embaixada oferece aos cidadãos alemães todos os serviços consulares e assistência em situações de emergência. Existe um serviço de plantão telefónico. O distrito consular da Embaixada abrange todo o território português, incluindo a Madeira, os Açores e Cabo Verde. A secção de vistos emite autorizações de entrada para os nacionais de países terceiros residentes em Portugal.
Desde novembro de 2020, a Embaixada em Lisboa é também responsável por Cabo Verde; o embaixador está co-acreditado na Praia. A responsabilidade foi transferida da Embaixada em Dakar (Senegal) para Lisboa devido à língua nacional comum, o português.
Os cônsules honorários da República Federal da Alemanha estão nomeados e sedeados no Porto, Lagos, Funchal (Madeira), Ponta Delgada (Açores) e Mindelo (Cabo Verde).